# Roland Ries
Roland Ries (Niederlauterbach (Bajo Rin), Francia; 11 de enero de 1945) es un hombre político francés, miembro del Partido socialista, alcalde de Estrasburgo en los periodos 1997-2000  y 2008-2020. Fue catalogado como uno de los mejores alcaldes de Francia por varios medios especializados.